# Ульсан Мунсу
Футбольний стадіон Ульсан Мунсу (кор. 울산문수축구경기장) — футбольний стадіон в Ульсані, Південна Корея, місткістю 37 897 глядачів. З 2001 року домашня арена команди К-Ліга 1 Ульсан Хьонде.
Стадіон був побудований з 18 грудня 1998 року по 28 квітня 2001 року загальною вартістю 151,4 млрд вон (116,5 млн доларів США). Також є допоміжний стадіон на 2 590 місць.
Поруч зі стадіоном розташовується Мунсу парк з озером, фонтаном і велосипедними доріжками

## Міжнародні матчі
На цьому місці відбулися три матчі чемпіонату світу з футболу 2002 року.
| Дата             | Команда 1 | Результат | Команда 2 | Раунд       |
| ---------------- | --------- | --------- | --------- | ----------- |
| 1 червня 2002 р  | Уругвай   | 1–2       | Данія     | Група А     |
| 3 червня 2002 р  | Бразилія  | 2–1       | Туреччина | Група С     |
| 21 червня 2002 р | Німеччина | 1–0       | США       | Чвертьфінал |